# دن بوکاتینسکی
دن بوکاتینسکی (انگلیسی: Dan Bucatinsky؛ زادهٔ ۲۲ سپتامبر ۱۹۶۵) یک هنرپیشه، نویسنده و تهیه‌کننده اهل ایالات متحده آمریکا است. وی از سال ۱۹۹۴ میلادی تاکنون مشغول فعالیت بوده‌است و بیشتر به خاطر ایفای نقش جیمز نواک در مجموعه تلویزیونی رسوایی مشهور است و همچنین برندهٔ جوایزی همچون جایزه امی ساعات پربیننده شده است.او در فیلم راز کوچک ما بازی کرده است.
وی همجنس‌گراست و با شوهرش دان روس و دو فرزندشان زندگی می‌کند.